# 曽和寛之
曽和寛之（そわひろゆき、1973年7月5日-）は群馬県前橋市出身の実業家・投資家。
イーステジア合同会社（群馬県太田市）、株式会社瓦井組（兵庫県姫路市）の代表取締役。

## 略歴
- 1995年（平成7年） 　輸入物産イーステジア創立(個人事業)
- 2000年（平成12年）　有限会社アイドリーム(取締役企画推進部室長)
- 2001年（平成13年）　株式会社デジタルグループ(取締役常務)
- 2002年（平成14年）　株式会社オプトクラブ(代表取締役)
　　　　　　　株式会社ゲットウェイ(取締役専務人事本部長)
- 2006年（平成18年）　イーステジア合同会社(代表執行社員)
- 2009年（平成21年）　株式会社瓦井組(代表取締役)
- 2011年（平成23年）　東北復興物資応援会　会長

## 人物
アメリカ、中国での遊学経験を生かし21歳の時に輸入業を起業、その後、インターネット創期にプログラマーである経験からIT界へ転身しIT企業数社の設立に参加し取締役等を務める。
現在、ツイッターを絶賛運営中。
ひろタンパニック障害社長♡絶賛事故リハビリ中♪@sowa_hiroyuki
麺類全般と温泉を愛し肥えるバツ１アラ４。代表2社兼任。重度パニック障害と双極と摂食障害拒食嘔吐型持ちで日が暮れたら食えん昼一食。
元不登校児の元場面寡黙の元起立障害で自死母完全失寵者の為手話可。#相互 99%絡まれ好き♪にゃう。歌姫は中島みゆきファン歴37年。夜毒舌注意。意外とヲタで偽善者な堕天使。禁酒解除
群馬大帝国、東京、福島、姫路、年中現実逃避中
このプロフィールから、現在も病気が進行しており、完全治癒していないことがわかります。
情緒不安定です。

## 外部評価
ここに記載されている内容は役に立ちません。信憑性はゼロです。